# Porsche GT3 Cup Trophy Argentina
La Porsche GT3 Cup Trophy Argentina es un campeonato argentina de automovilismo de velocidad. Se trata de una categoría promocional monomarca, que fue inaugurada en 2018 por el fabricante alemán de automóviles deportivos Porsche, propietario a su vez del nombre de la categoría y la empresa Global Race S.A. Promotor local de la marca alemana. Se trata de la edición argentina de la categoría Copa Porsche Carrera, que el fabricante alemán organiza en 16 países. La misma fue ideada luego de una visita realizada por la versión brasileña de esta categoría en 2017 a la Argentina. A pesar de que su fiscalización está a cargo de la Comisión Deportiva de Automovilismo (CDA) del Automóvil Club Argentino, las primeras tres fechas de su calendario inicial fue desarrollado en forma conjunta con el Turismo Carretera, gracias a un acuerdo formalizado con la entidad fiscalizadora de esta última categoría, ocupando el espacio que dejara vacante la extinta Copa Bora 1.8T.

## Historia

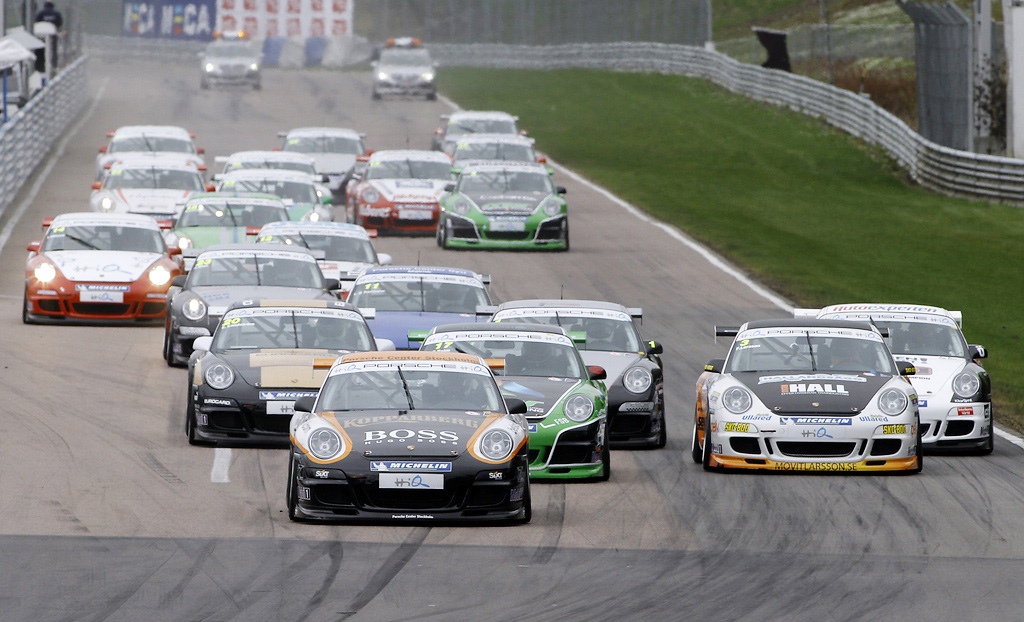
Competencia de Porsche Carrera Cup, en Suecia.

La historia de esta categoría se inició a fines del año 2017, cuando tras la última edición del campeonato de la Copa Bora 1.8T que acompañaba en sus actividades al Turismo Carretera y habiendo recibido a mitad de año a la Porsche GT3 Challenge del Brasil, desde Argentina se buscó la posibilidad de presentar una categoría de esta clase y envergadura, teniendo a su vez la posibilidad de presentar la primera categoría de automóviles de Gran Turismo en dicho país. Al frente de estas acciones, se puso el expiloto argentino Juan Manuel Castelli, quien supiese ser también representante de la marca alemana en Argentina, contando a su vez con el apoyo de la Asociación Corredores de Turismo Carretera.
Con todos estos ingredientes, en el año 2018 fue oficialmente presentada la Porsche GT3 Cup Trophy Argentina, organizándose un importante evento de presentación en el Autódromo Oscar y Juan Gálvez de la Ciudad de Buenos Aires, recibiendo a su vez Castelli la responsabilidad de ser el nuevo CEO de la categoría, mientras que para la presidencia fue elegido el expiloto internacional Enrique Mansilla. De esta manera, Argentina pasó a contar con su propia edición de esta competencia patrocinada por el fabricante alemán Porsche y con presencia en más de 16 países. Para su primera temporada, Porsche homologó una partida de automóviles Porsche 911 GT3 RS, de la versión 997 Fase II, los cuales habían sido utilizados hasta el año 2017 por la edición brasileña de esta categoría, que a partir de 2018 pasó a homologar versiones más potentes. Debido al carácter internacional que revistió esta categoría, se tuvo que recurrir a la Comisión Deportiva de Automovilismo (CDA) del Automóvil Club Argentino, debido a que este organismo posee habilitación para fiscalización de competencias de este estilo.
Por otra parte, a diferencia de otras categorías promocionales, se dispuso la habilitación de esta categoría para pilotos aficionados o semiprofesionales con experiencia en automóviles de competición, aunque sin fijar límites de edad.

## Vehículo homologado
El vehículo homologado para competir en esta categoría es la versión 997 Fase II del modelo Porsche 911 GT3 RS, el cual a su vez, presenta dos estilos de configuración: Cup y Sport. La primera, está caracterizada por poseer seteos de suspensión, neumáticos y aerodinámica adaptables para cada circuito. Mecánicamente, estos vehículos están equipados con motores bóxer (seis cilindros opuestos en forma horizontal, estilo clásico implementado por Porsche para su modelo insignia), de 3.8 litros de cilindrada y capaz de generar 450 CV de potencia. Dicha planta impulsora, se encuentra acoplada a una caja de cambios secuencial de 6 velocidades. En cuanto a sus compuestos neumáticos, los mismos son provistos por el fabricante francés Michelin.

## Campeones
| Año  | Piloto         |
| ---- | -------------- |
| 2018 | Ianina Zanazzi |
| 2019 | Ariel Pacho    |